# تي. إم. ماكنالي
تي. إم. ماكنالي (بالإنجليزية: T. M. McNally)‏ (20 مايو 1969)؛ روائي أمريكي. درس في جامعة ولاية أريزونا.